# Bart Michiels (voetballer)
Bart Michiels (21 mei 1969) is een voormalig Belgisch zaalvoetballer.

## Levensloop
Michiels speelde onder meer bij ZVK Hasselt, ZVK Mortsel, TL Ranst, CP Koersel, CP Hasselt, Forza Ajax Berlaar, ZVC Krijnen Keukens Malle, ZVK Proost Lier, Chase Antwerpen en Real Noorderwijk. Tevens maakte hij deel uit van het Belgisch nationaal team dat in 1996 derde werd op het Europees kampioenschap te Córdoba. Hij verzamelde in totaal 100 caps en scoorde dertienmaal voor de nationale ploeg.
Als trainer was hij onder meer actief bij Racing Emblem en vervolgens Bevel FC. Daarnaast was hij actief in het zaalvoetbal als trainer bij Real Noorderwijk en later bij Futsal Besiktas Gent.